# Lophorrhachia plagiata
Lophorrhachia plagiata är en fjärilsart som beskrevs av Aurivillius 1910. Lophorrhachia plagiata ingår i släktet Lophorrhachia och familjen mätare. Inga underarter finns listade i Catalogue of Life.